# Veit Probst

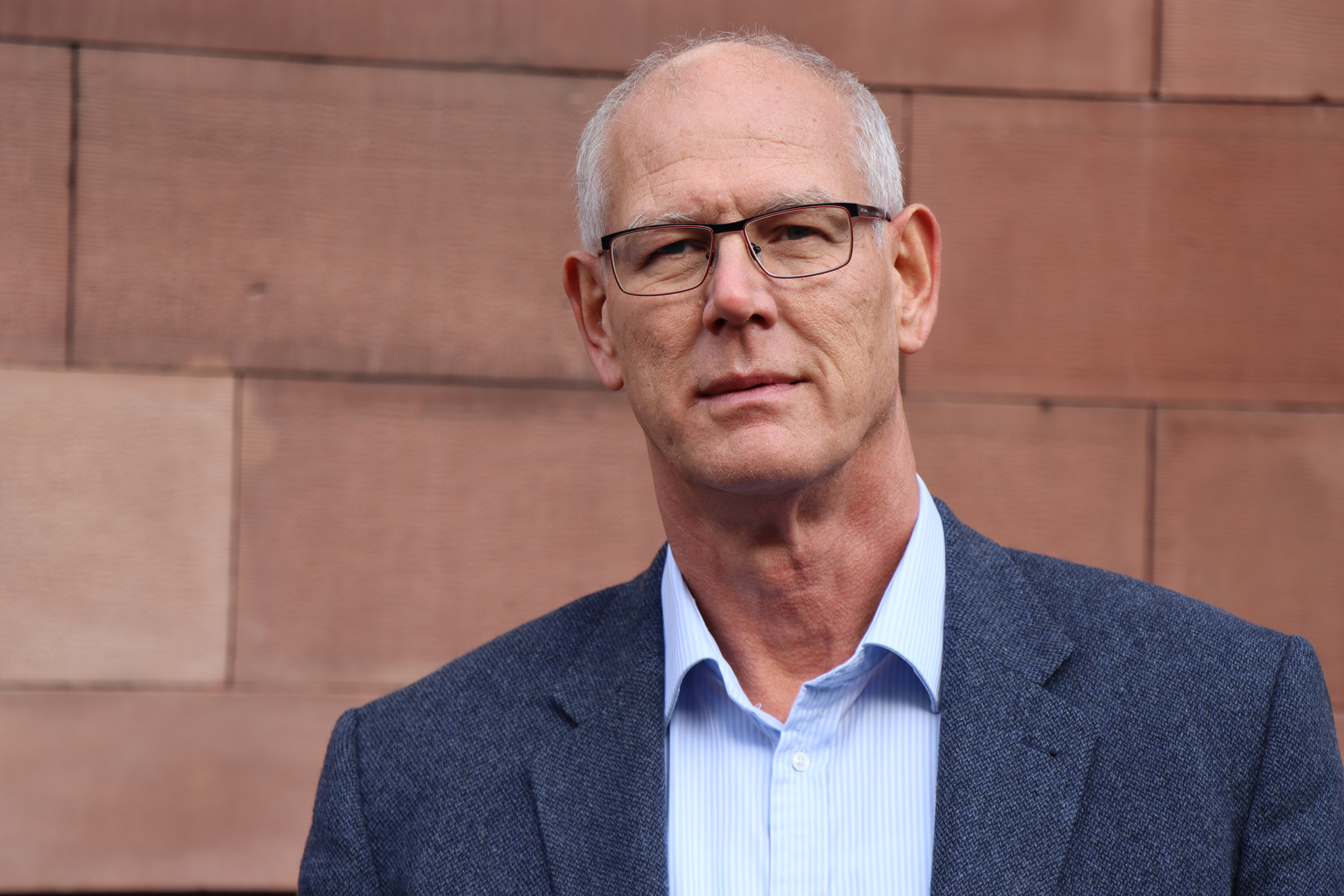
Veit Probst

Veit Probst (* 9. Oktober 1958 in Heidelberg) ist ein deutscher Philologe, Historiker und Bibliothekar. Von 2002 bis 2023 war er Direktor der Universitätsbibliothek Heidelberg.

## Ausbildung
Nach dem Abitur am humanistischen Karl-Friedrich-Gymnasium in Mannheim studierte Probst Klassische Philologie, Philosophie und Geschichte an den Universitäten Heidelberg und Mannheim sowie als Stipendiat am Deutschen Historischen Institut in Rom. 1989 wurde er mit einer geschichtswissenschaftlichen Arbeit an der Universität Mannheim summa cum laude promoviert.
Nach dem Bibliotheksreferendariat trat Probst 1990 zunächst zur wissenschaftlichen Erschließung der Palatina-Handschriften in die Heidelberger Universitätsbibliothek ein. Bald darauf übernahm er Fachreferatsaufgaben und wenig später wurde ihm mit der Erwerbungsabteilung der Universitätsbibliothek auch bereits eine Leitungsfunktion übertragen. Im Jahr 2000 wechselte er von der Erwerbungsleitung ins Amt des Benutzungsleiters der UB. Von 2002 bis 2023 war er Direktor der Universitätsbibliothek.

## Direktor der Universitätsbibliothek Heidelberg
Unter seiner Leitung wurde das Heidelberger Bibliothekssystem hinsichtlich Gebäuden, Organisationsstrukturen, Digitalisierung und Aufgaben grundlegend neugestaltet.
Zahlreiche Bibliotheksgebäude wurden saniert und neu erbaut, teilweise im Rahmen von Integrationsmaßnahmen, durch welche die Zahl der Bibliotheksstandorte von 104 (2003) auf 39 (2021) gesunken ist. Die Hauptbibliothek in der Heidelberger Altstadt erfährt seit 2009 eine Vollsanierung mit Flächenerweiterungen.
Organisationsstrukturen wurden z. B. durch Neugründung mehrerer großer Bereichsbibliotheken angepasst, u. a. die Campus-Bibliothek Bergheim mit den Wirtschafts- und Sozialwissenschaften (2009), das Mathematikon mit der Bereichsbibliothek Mathematik und Informatik (2018) sowie die Bibliothek des Centrums für Asienwissenschaften und Transkulturelle Studien (CATS) (2019). Im Neuenheimer Feld wird seit 2021 eine große medizinisch-naturwissenschaftliche Zweigstelle der Universitätsbibliothek über dem neuen Auditorium Maximum gebaut.
Veit Probst startete den Aufbau des Digitalisierungszentrums zur Erfassung historischer Bestände, initiierte und leitete u. a. die virtuelle Zusammenführung der auf die UB Heidelberg und die Biblioteca Apostolica Vaticana in Rom verteilten knapp 3.600 Handschriften der Bibliotheca Palatina (2001–2021). In dieser internationalen Zusammenarbeit wurden die deutschsprachigen Handschriften in Heidelberg, die lateinischen, griechischen und orientalischen Handschriften in der Biblioteca Apostolica Vaticana in Rom (2010–2019) digitalisiert. Neben der Erschließung der historischen Altbestände bestimmen die DFG-geförderten Fachinformationsdienste Kunstgeschichte, Altertumswissenschaften und die Region Südasien die inhaltliche Ausrichtung des Digitalisierungsprogramms der Universitätsbibliothek Heidelberg.
Unter seiner Leitung erweiterten sich die Aufgaben der Bibliothek vom Service der Informationsvermittlung zur Informationsproduktion, z. B. durch die Entwicklung neuer Angebote für die Digital Humanities. Prägnantestes Beispiel für diesen Wandel ist die Gründung des Universitätsverlags Heidelberg University Publishing heiUP (2015), der nach den Prinzipien des Open Access und Online First publiziert.
Einen Schwerpunkt der Verlagsarbeit bildet die Herausgabe digitaler Editionen, so des Welschen Gastes von Thomasîn von Zerclaere (mit dem Sonderforschungsbereich 933 „Materiale Textkulturen“), der Kaiserchronik (mit der Universität Cambridge) und des Armen Heinrichs (mit der Universität Santiago de Compostela).
Als Mitglied des Ausschusses für Wissenschaftliche Bibliotheken und Informationssysteme (AWBI) der Deutschen Forschungsgemeinschaft (DFG) von 2012 bis 2017 (Vorsitz: 2016–2017) gestaltete er auch über die Universitätsbibliothek Heidelberg hinaus die Neuausrichtung verschiedener Programmlinien mit, insbesondere die Überführung der Sondersammelgebiete in Fachinformationsdienste.

## Veröffentlichungen
- Petrus Antonius de Clapis (ca. 1440–1512); ein italienischer Humanist im Dienste Friedrich des Siegreichen von der Pfalz. Schöningh, Paderborn u. a. 1989, ISBN 3-506-79330-6, zugleich Mannheim, Universität, Dissertation, 1988/89.
- mit Wolfgang Metzger: Philipp Melanchthon und Wilhelm Reiffenstein. Eine Humanistenfreundschaft im Spiegel dreier unbekannter Melanchthonbriefe aus der Bibliotheca Palatina. In: Daphnis. 27, 1998, S. 685–716 (Online), pdf 3,5 MB
- mit Karin Zimmermann (Hrsg.): Die historischen und philosophischen Handschriften der Codices Palatini Latini in der Vatikanischen Bibliothek (Cod. Pal. Lat. 921–1078), bearbeitet von Dorothea Walz. Reichert, Wiesbaden 1999. (Kataloge der Universitätsbibliothek Heidelberg. Bd. 3)
- mit Wolfgang Metzger: Die humanistischen, Triviums- und Reformationshandschriften der Codices Palatini Latini in der Vatikanischen Bibliothek (Cod. Pal. Lat. 1461 – 1914). Reichert, Wiesbaden 2002, ISBN 3-89500-214-3. (Kataloge der Universitätsbibliothek Heidelberg. Bd. 4).
- Zur Entstehungsgeschichte der Mona Lisa. Leonardo da Vinci trifft Niccolò Machiavelli und Agostino Vespucci. Verlag Regionalkultur, Ubstadt-Weiher 2008, ISBN 978-3-89735-538-5. (Heidelberger Studien zu Humanismus und Renaissance. 1).
- mit Rike Balzuweit: Dynamische Führung zahlt sich aus! Effizienzgewinne bei der Reorganisation des Heidelberger Bibliothekssystems. In: Söllner Konstanze (Hrsg.): Handbuch Hochschulbibliothekssysteme. de Gruyter, Berlin 2014, ISBN 978-3-11-031009-2, S. 261–270, doi:10.11588/heidok.00019652